# 阿部弘一
阿部 弘一（あべ こういち、1927年10月28日 - 2022年2月18日）は、日本の詩人。

## 略歴
東京府世田谷羽根木生まれ。陸軍学校を経て、中央大学文学部卒。1957年、詩誌『貘』に参加。渡仏してフランシス・ポンジュの知遇を得る。1996年『風景論』で第14回現代詩人賞受賞。

## 詩集
- 『野火 詩集』（思潮社） 1961
- 『測量師 詩集』（思潮社） 1987
- 『風景論 詩集』（思潮社） 1995
- 『阿部弘一詩集』（思潮社、現代詩文庫152） 1998
- 『葡萄樹の方法』（七月堂） 2018
- 『詩画集・冬の旅』（詩・阿部弘一、絵・毛利武彦、六藝書房）　2019

## 翻訳
- 『物の味方』（フランシス・ポンジュ、思潮社、現代の芸術双書） 1965
- 『表現の炎』（フランシス・ポンジュ、思潮社） 1980
- 『フランシス・ポンジュ詩選』（フランシス・ポンジュ、思潮社） 1982